# Дводоме биљке
Дводоме биљке (диецке) су оне врсте које имају искључиво једнополне цветове, али се мушки налазе на једној, а женски на другој биљци.

## Примери
Дводоме биљке су конопља, хмељ, спанаћ, коприва, урма, пајавац и друге. Гинко је дводома голосеменица, што значи да се на једном стаблу стварају мушки, а на другом женски цветови. С обзиром да семе које сазрева на женским биљкама има непријатан мирис, у парковима се чешће гаје мушке биљке врсте гинко. Дводомих врста има мање од једнодомих.